# アレクサンダー・スターリング・カルダー

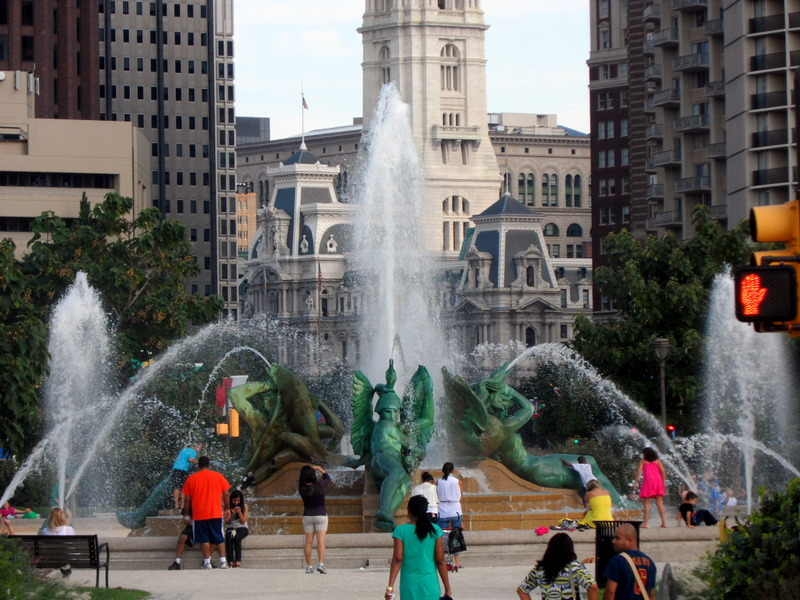
フィラデルフィアのSwann Memorial Fountain（Wilson Cary Swannを記念）

アレクサンダー・スターリング・カルダー（英語: Alexander Stirling Calder, 1870年1月11日 - 1945年1月7日）は、アメリカ合衆国の彫刻家である。ニューヨークのワシントン・スクエア公園のワシントン・スクエア・アーチ（Washington Square Arch）のワシントン像や、フィラデルフィアのスワン・メモリアル・ファウンテン（Swan Memorial Fountain）を制作した。

## 略歴
フィラデルフィアで生まれた。父親のアレキサンダー・ミルン・カルダー（Alexander Milne Calder: 1846–1923）はスコットランド生まれの彫刻家で、スコットランドやロンドンで美術教育を受けた後、1868年にフィラデルフィアに移住した人物である。15歳でフィラデルフィアのペンシルベニア美術アカデミーに入学し、トーマス・エイキンズに学ぶが、数ヵ月後、エイキンズは教育方針の問題で辞職をさせられたため、トマス・アンシュッツと彫刻家のジェームズ・P・ケリー（James P. Kelly）の下で学んだ。1887年のアカデミーの年次展覧会に彫刻2点の出展が受理された。学生の作品がこの展覧会に受理されるのは珍しいことだった。
1890年にパリに留学し、アカデミー・ジュリアンでアンリ・シャピュに学んだ後、パリ国立高等美術学校に入学し、アレクサンドル・ファルギエールのスタジオで学んだ。
1892年にアメリカに帰国すると、フィラデルフィアで彫刻家として働き、ワシントンD.C.のナショナル・モールに設置されることになった医師のサミュエル・D・グロス（Samuel D. Gross）のモニュメントの制作者を決めるコンペティションで優勝し、最初の大きな注文を得た。その後、フィラデルフィアの建物、Witherspoon Buildingの装飾のために12体の長老派の聖職者の像を制作した。
美術教師としてペンシルベニア美術アカデミーやフィラデルフィア美術館の美術学校、ニューヨークのナショナル・アカデミー・オブ・デザインの夜間コース、アート・スチューデンツ・リーグ・オブ・ニューヨークで教えた。1906年にナショナル・アカデミー・オブ・デザインの準会員、1913年に正会員になった。
1906年に、結核の兆候が見られたので、アリゾナに転地し、その後カリフォルニアに移った。パサデナで、トループ工科大学（現在のカリフォルニア工科大学）の装飾に参加し、1910年に東海岸に戻った。
1912年のサンフランシスコ万国博覧会では博覧会の彫刻プログラムの事務局長を務め、いくつかの彫刻作品を制作した。1910年代にハーモン・アトキンス・マクニール（Hermon Atkins MacNeil: 1866–1947）とともにニューヨークのワシントン・スクエア公園のワシントン・スクエア・アーチの彫刻を制作した。 1920年代にはフィラデルフィアのスワン・メモリアル・ファウンテン（Swan Memorial Fountain）の彫刻を制作した。1929年にアイスランドのバイキング、レイフ・エリクソンがアメリカ大陸を「発見」して1000年ほどになるのを記念したモニュメント制作のコンペティションで選ばれ、レイキャビックに現在設置されているモニュメントを制作した。
1940年にニューヨークで亡くなった。息子のアレクサンダー・カルダー（Alexander "Sandy" Calder III: 1899–1976）は動く彫刻「モビール」の制作で知られる彫刻家になった。

## 作品

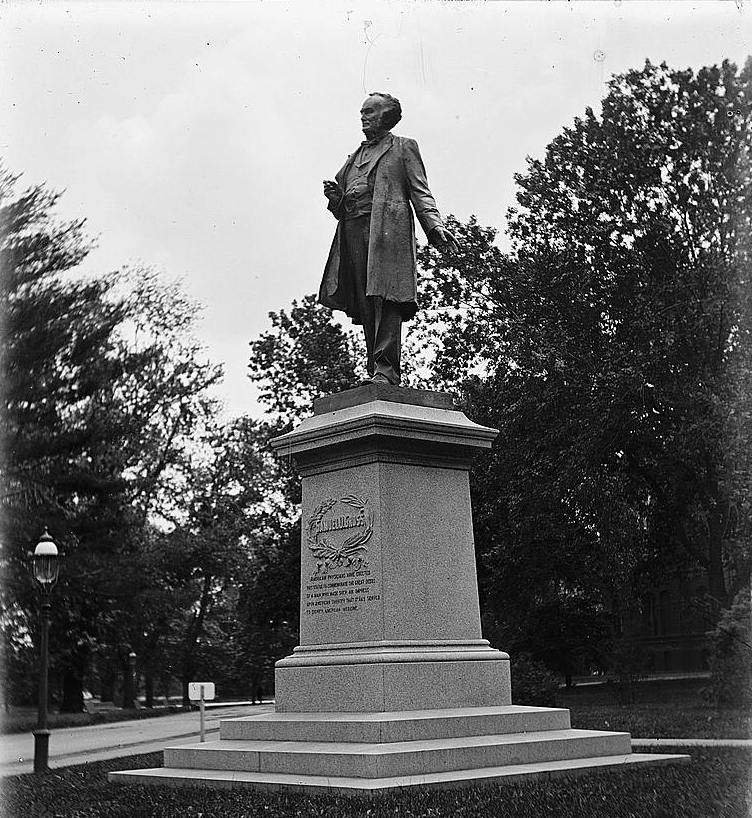
サミュエル・D・グロスのモニュメント
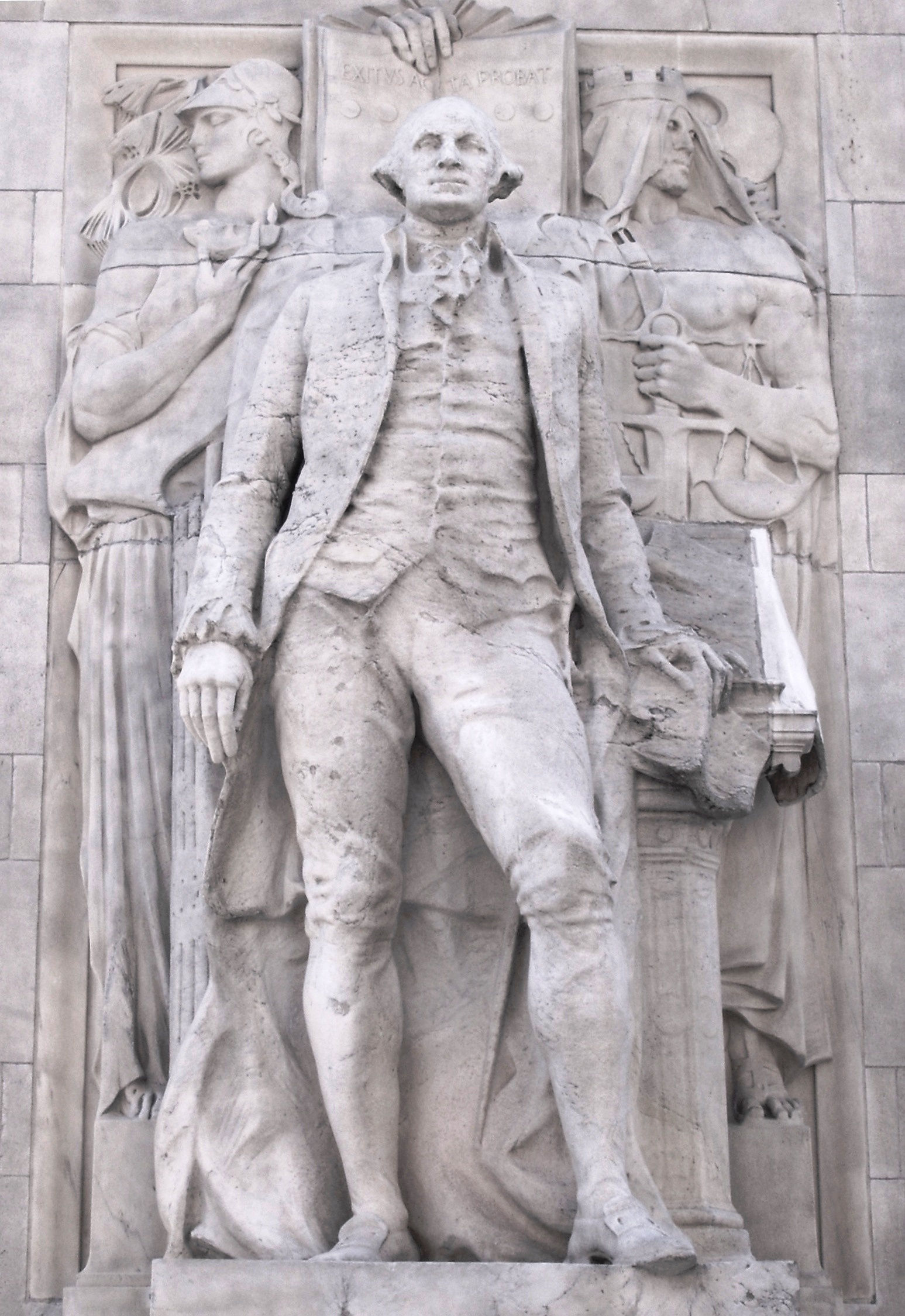
ワシントン・スクエア・アーチのワシントン像
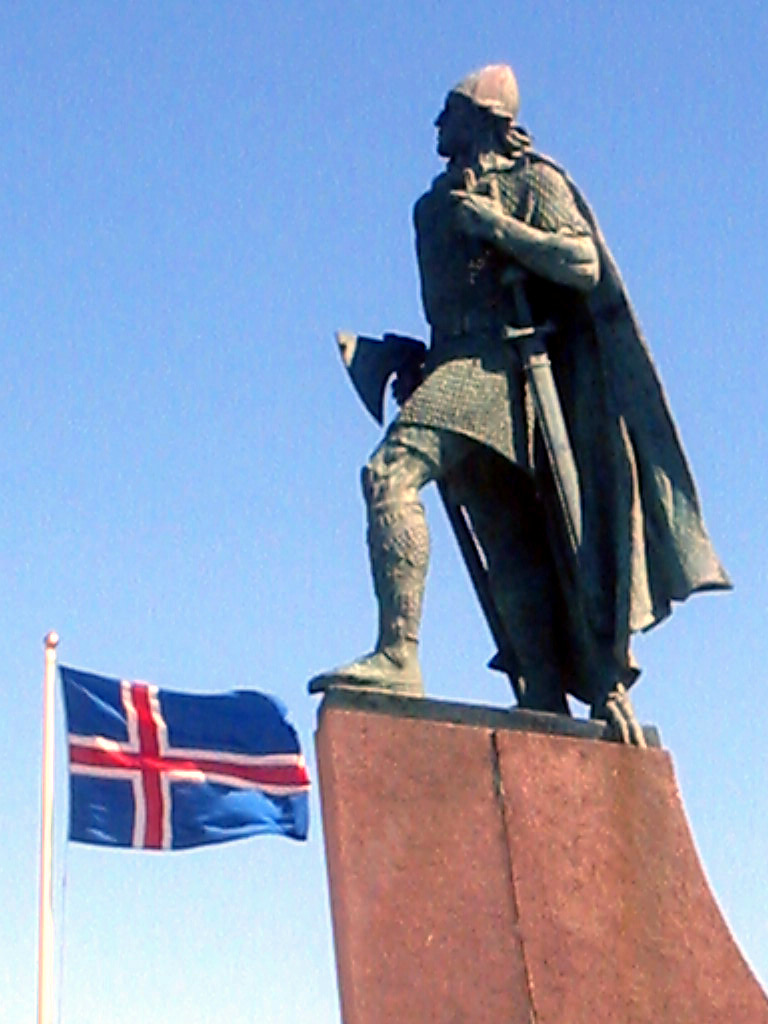
レイフ・エリクソンのモニュメント
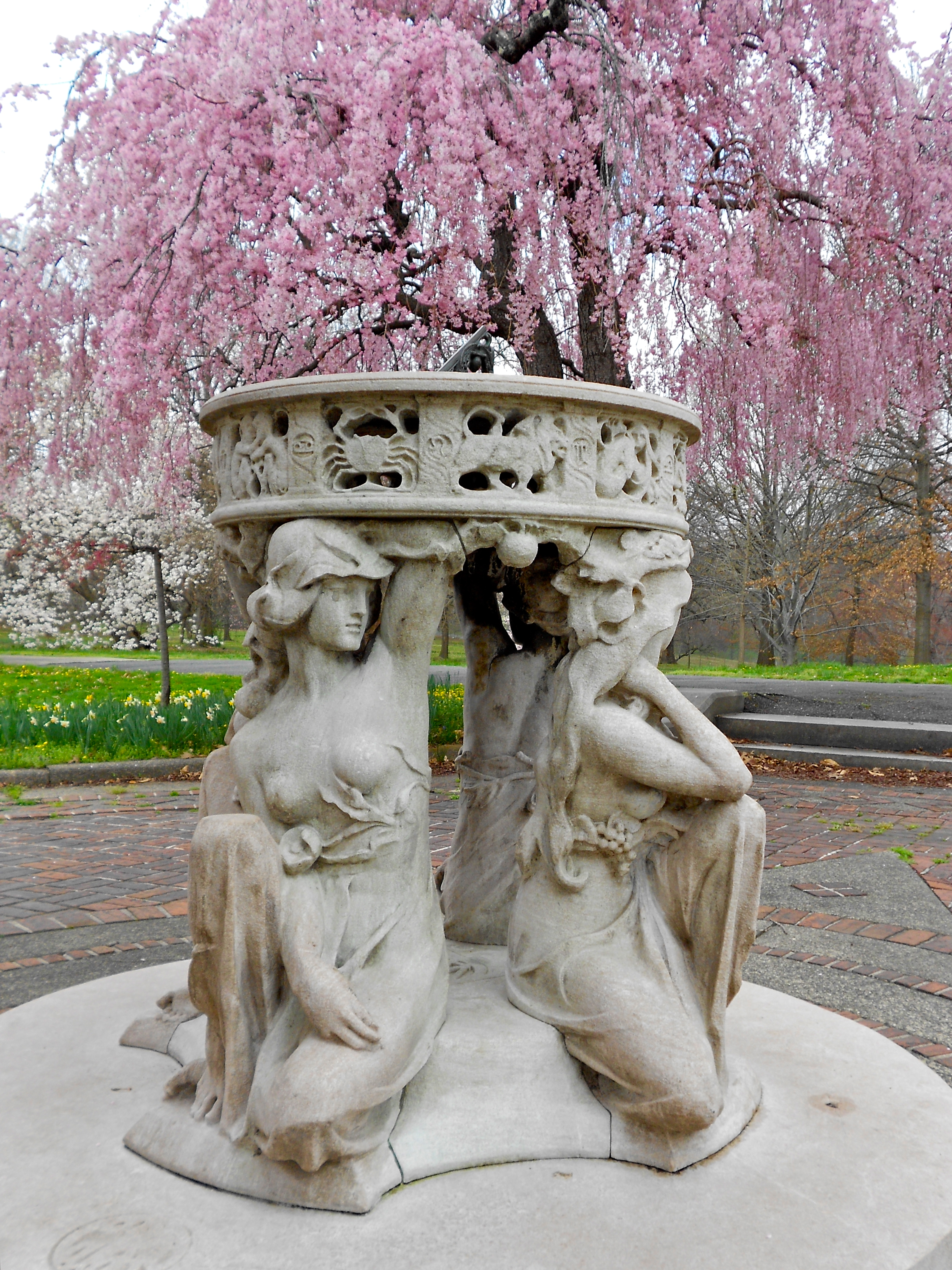
フィラデルフィアの公園の日時計